# 祈り (今井美樹の曲)
「祈り」（いのり）は、今井美樹の26枚目のシングル。 2007年11月7日発売。 発売元はEMIミュージック・ジャパン。

## 解説
今井にとって実に20年ぶりの映画出演となった『象の背中』のストーリーに感銘した今井が、この内容をイメージした歌を『Milestone』でも楽曲を手がけた川江美奈子に依頼、作成された。編曲は同じく『Milestone』より今井の楽曲を手掛けるようになった河野圭が担当。シングル発売に先立ち、2007年11月3日に姫路城で行われた世界遺産劇場第6回・「今井美樹 コンサート in 姫路城」にて初披露された。
2曲目「滴」も川江の作詞・作曲、河野の編曲。アサヒビールの焼酎「かのか」CMソング。
「Over the Rainbow」「ルパン三世 愛のテーマ」はシングル発売より以前からCMやアニメで使われていたカバー曲。

## 補足事項
「祈り」を意味する「Pray」というタイトルの曲がアルバム「Love Of My Life」に収録されているが、全く別の曲である。

## 収録曲
作詞・作曲　川江美奈子／編曲: 河野圭（特記以外）
1. 祈り
2. 滴
3. Over The Rainbow
  - 作詞　E.Y. Harburg／作曲　Harold Arlen／編曲　塩谷哲

『オズの魔法使い』でジュディ・ガーランドが歌った「虹の彼方に」をカバー。
本作のリリースに先行して2007年にANAのCM[1]で使われている。
4. ルパン三世 愛のテーマ
  - 作詞　千家和也／作曲・編曲　 大野雄二

元は『ルパン三世 (TV第2シリーズ)』のエンディング曲で、2007年7月27日に放映された『ルパン三世 霧のエリューシヴ』で使われた。大野のアルバム『DIVA FROM LUPIN THE THIRD』 （バップ・2007年8月22日）にも同じものが収録。